# 편평상피세포암

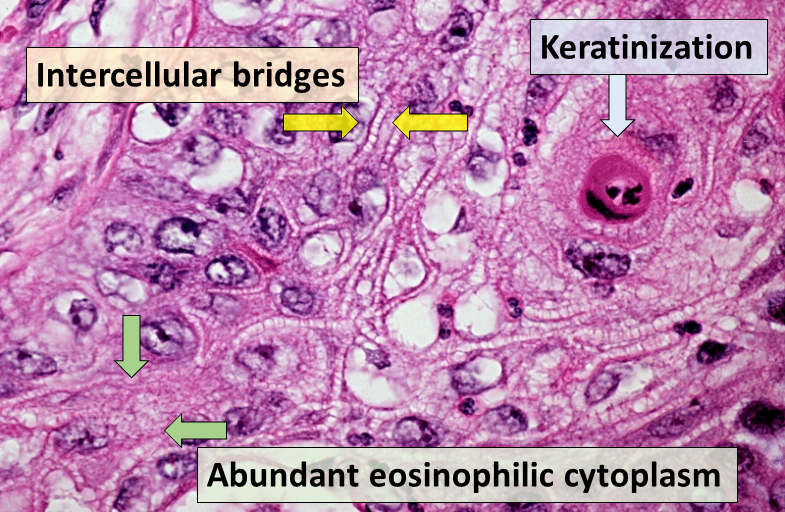

편평상피세포암 또는 편평세포암(Squamous-cell carcinoma, SCC)은 편평 세포에서 시작되는 다양한 유형의 암으로 구성된다. 이 세포는 피부 표면, 신체의 속이 빈 기관의 내벽, 호흡기 및 소화관의 내벽에 형성된다.
일반적인 유형은 다음과 같다.
- 식도 편평상피암: 식도암의 일종
- 피부 편평 세포암: 피부암의 일종
- 폐 편평 세포암: 폐암의 일종
- 질 편평 세포암: 질암의 일종
- 갑상선 편평세포암: 갑상선암의 일종

편평상피세포암이라는 이름을 공유하고 있음에도 불구하고, 다른 신체 부위의 편평상피세포암은 제시된 증상, 자연사, 예후 및 치료에 대한 반응에서 차이를 보일 수 있다.